# Tidinet
Tidinet (arabisch تيدينيت, DMG Tīdīnīt) ist ein Saiteninstrument aus Mauretanien und anderen Regionen in Nordafrika.
Das Instrument erinnert an eine Gitarre und wird meist von Griots gespielt. Die Oberseite ist mit einer Glocke versehen und die Saiten sind mit einfachen Lederbändern gespannt und befestigt. Der Klangkörper ist aus ausgehöhltem Holz.